# 马桑巴
马桑巴（Masamba）是印度尼西亚南苏拉威西省的一个城镇，是北鲁乌县的县治所在，位于苏拉威西岛中部内陆、帕提卡拉河（Patikala）边。2010年统计，马桑巴所在的马桑巴区（Kecamatan Masamba）共有31,237人。藤制品的贸易与制造对当地经济很重要。安迪·杰马机场位于城镇中。

## 资料来源
1. ↑  Biro Pusat Statistik, Jakarta, 2011.
2. ↑  Eveline Ferretti. . Issue 16 of Southeast Asia Program series, SEAP Publications. 1997: 103  [2017-06-10]. ISBN 0-87727-133-X. （原始内容存档于2017-11-06）.